# David Svoboda (sochař)
David Svoboda (* 5. února 1975 Prachatice) je český sochař.

## Život
V letech 1998 až 2004 David Svoboda studoval figurální sochařství u Jana Hendrycha na Akademii výtvarných umění v Praze. Po promoci se od figur obrátil k materiálu jako takovému a jeho podobám. Pracuje s kovy, například s cínem, ale především s kamenem. Autor žije v České republice, Německu a Španělsku.

## Dílo
David Svoboda se zúčastnil řady výstav, sympozií a stipendijních pobytů.
- 2002 Sochařská stezka u Schwarzenberského plavebního kanálu, Wächter, diorit, 4,5 m
- 2003 Symposium, Quellen, Stolpe
- 2004 Galerie Kunstraum-b, Kiel, skupinová výstava
- 2004 pracovní pobyt v italském městě Carrara
- 2006 Stipendium Miloslava Chlupáče, Mezinárodní letní akademie výtvarných umění v Salcburku
- 2007 AVU 18, Národní galerie Praha, skupinová výstava, Praha
- 2007 Silberwald, sochařská krajina, Osnabrück (spolu se Susanne Tunn)
- 2007/2010 Parcours, Galerie KG Frei Räume, Hallein
- 2009 Echo, galerie Měsíc ve dne, České Budějovice
- 2011 Symposium Norge 2011, Steinbruch Stalaker, Larvik, Norsko[2]
- 2012 Parcours II, galerie KF Freiräume, Salcburk Hallein, Rakousko
- 2014 Symposium Pantha Rhei, Dettelbach, Německo
- 2013 Artist in Residence, Fundación Valparaiso, Španělsko
- 2015 konkret-mehr-raum, výstava v umělecké galerii Kunsthalle Dominikanerkirche Osnabrück

## Galerie

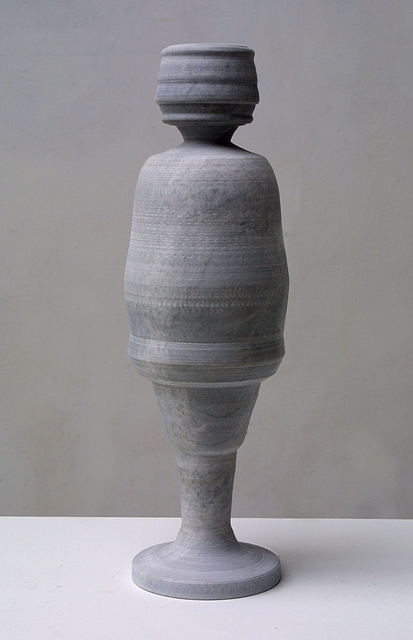
Figure, 2004
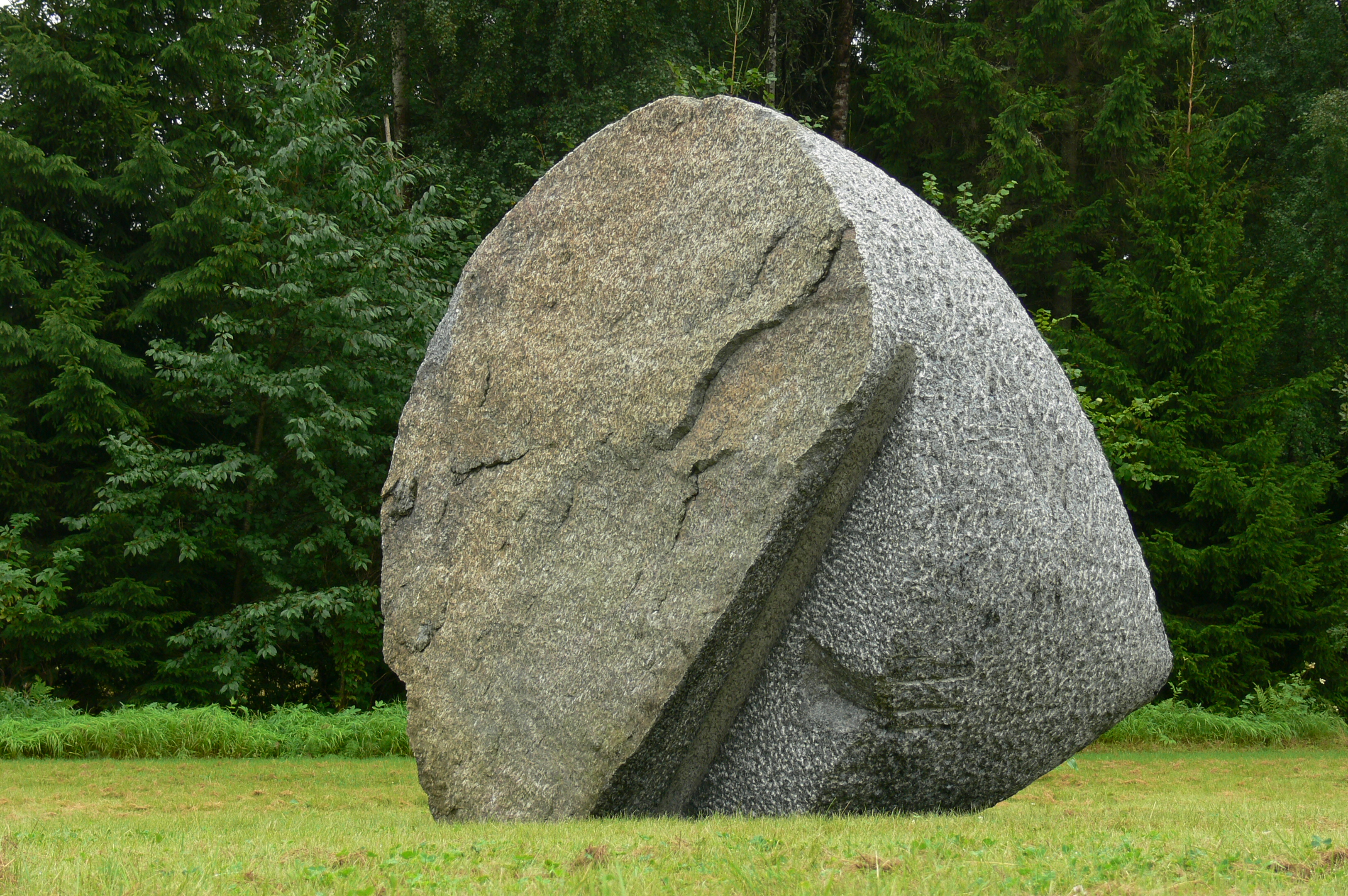
Bez názvu, Norsko 2011
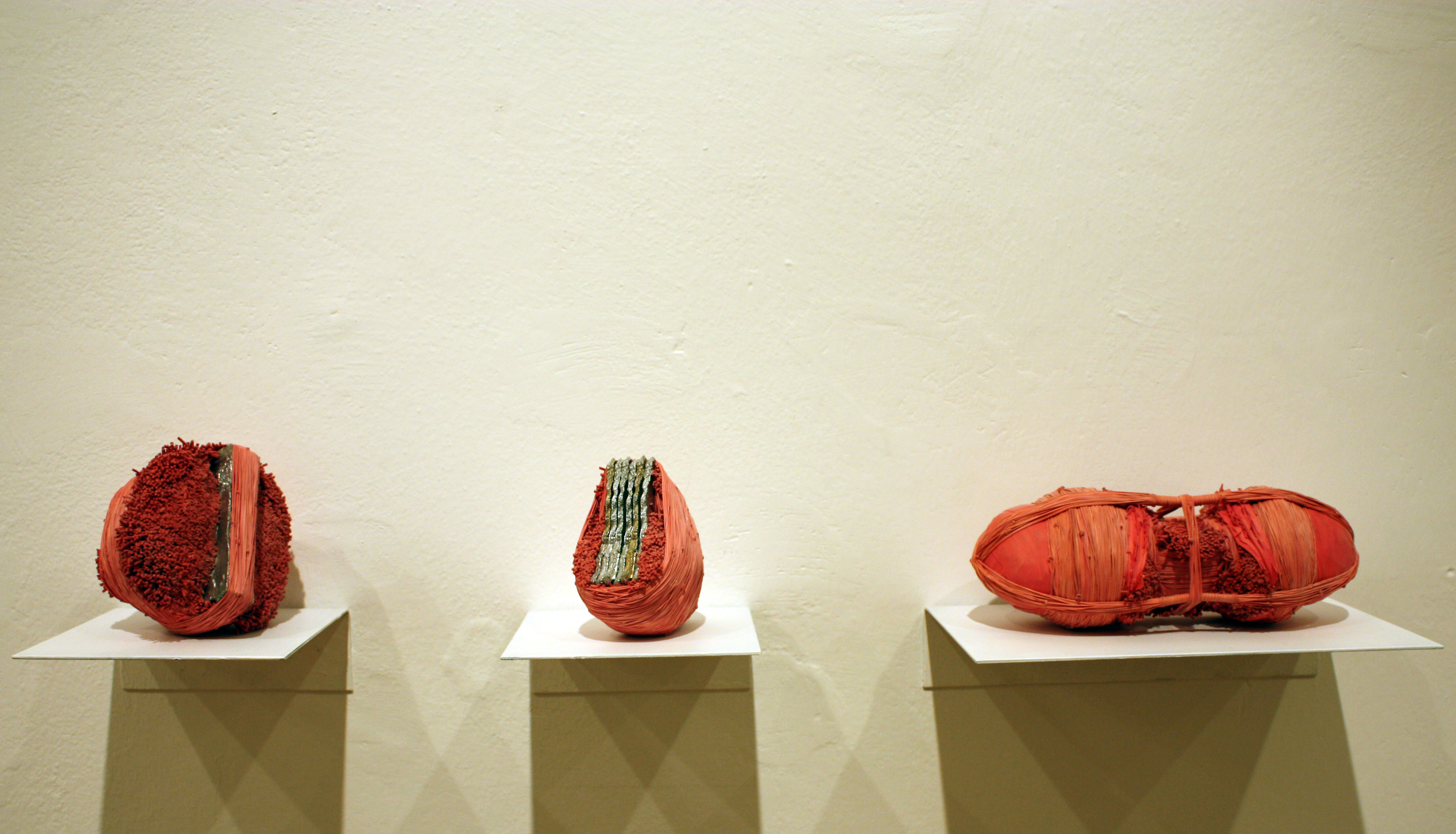
Tendrils 1-3, 2009
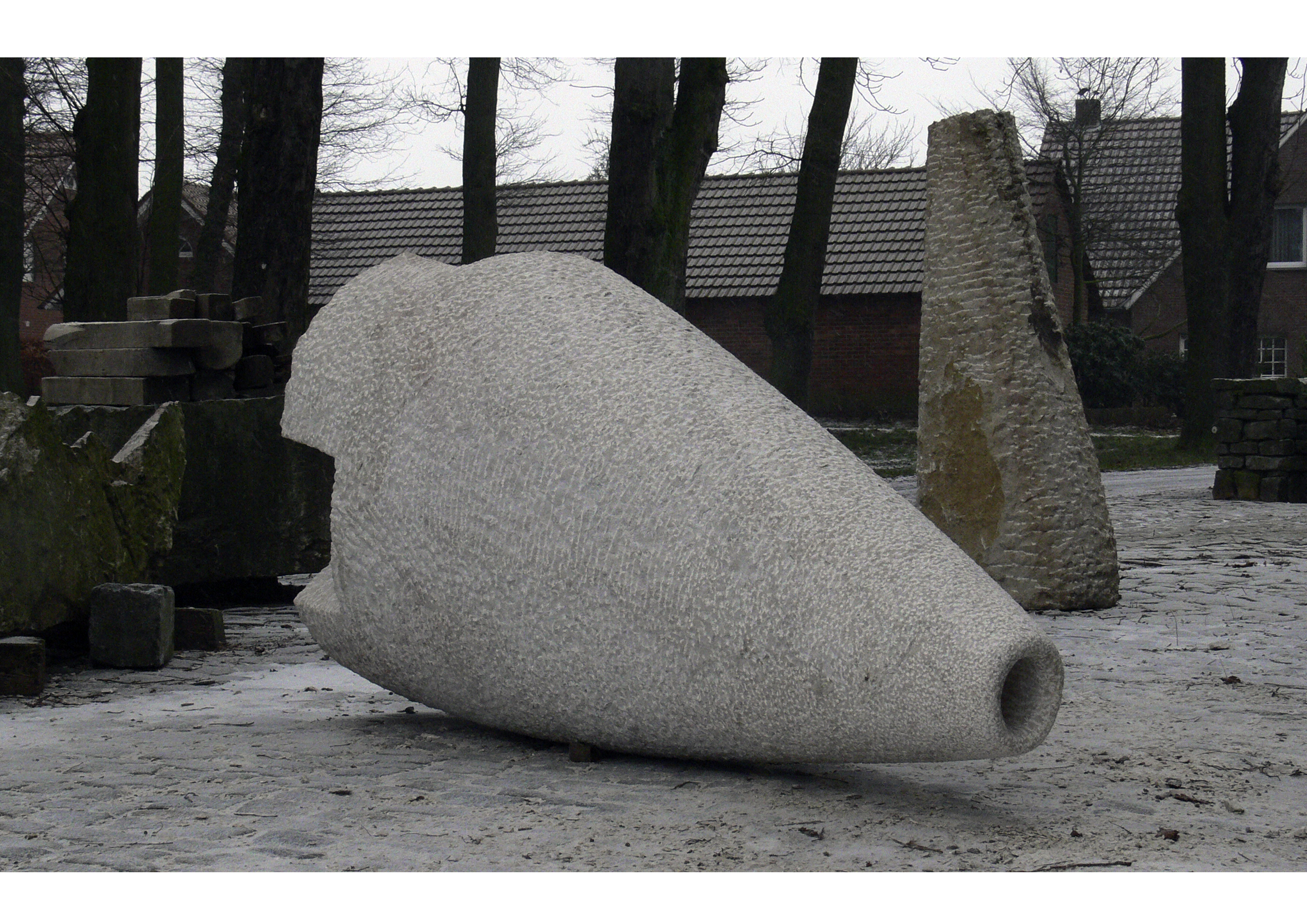
Kee, 2010
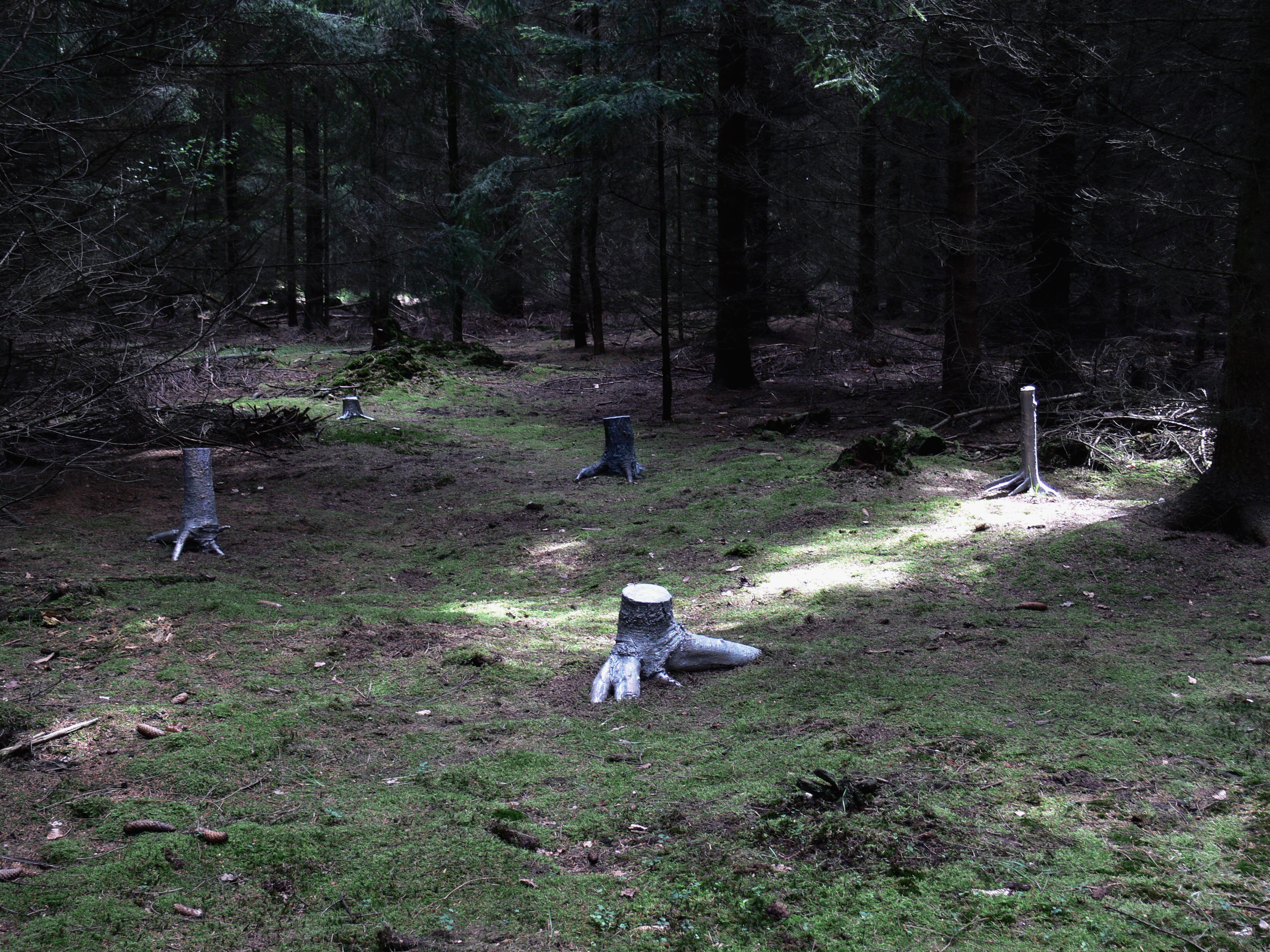
Silverwood, 2007